# Cambundi Catembo
Cambundi Catembo (fins 1975 Nova Gaia) és un municipi de la província de Malanje. Té una extensió de 16.097 km² i 44.219 habitants. Comprèn les comunes de Cambundi Catembo, Dumba Cabango, Kitapa i Tala Mungongo. Limita al nord amb els municipis de Mucari i Quela, a l'est amb el de Xá-Muteba, al sud amb el de Luquembo, i a l'oest amb el de Cangandala.